# 2. Badisches Dragoner-Regiment Nr. 21

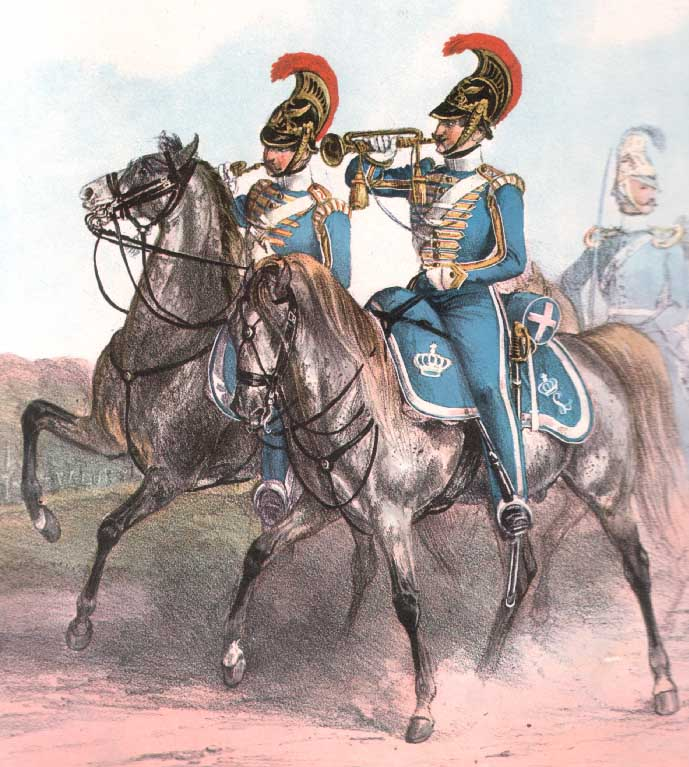
Trompeter des ursprünglichen 2. Dragoner-Regiments um 1830

Das 2. Badische Dragoner-Regiment Nr. 21 war ein seit 1850 bestehender Kavallerieverband der Großherzoglich-Badischen Armee und ab 1871 Teil der Preußischen Armee.

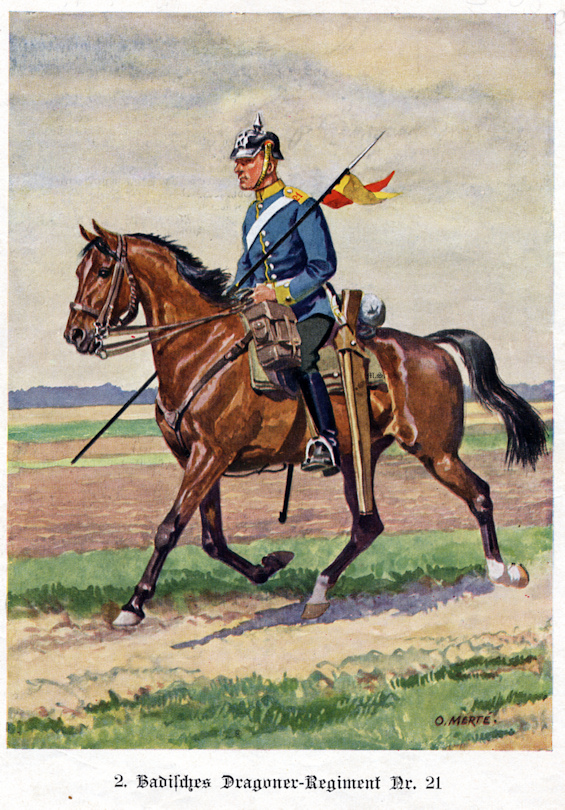
Dragoner auf Erkundungsritt (1911)

## Geschichte

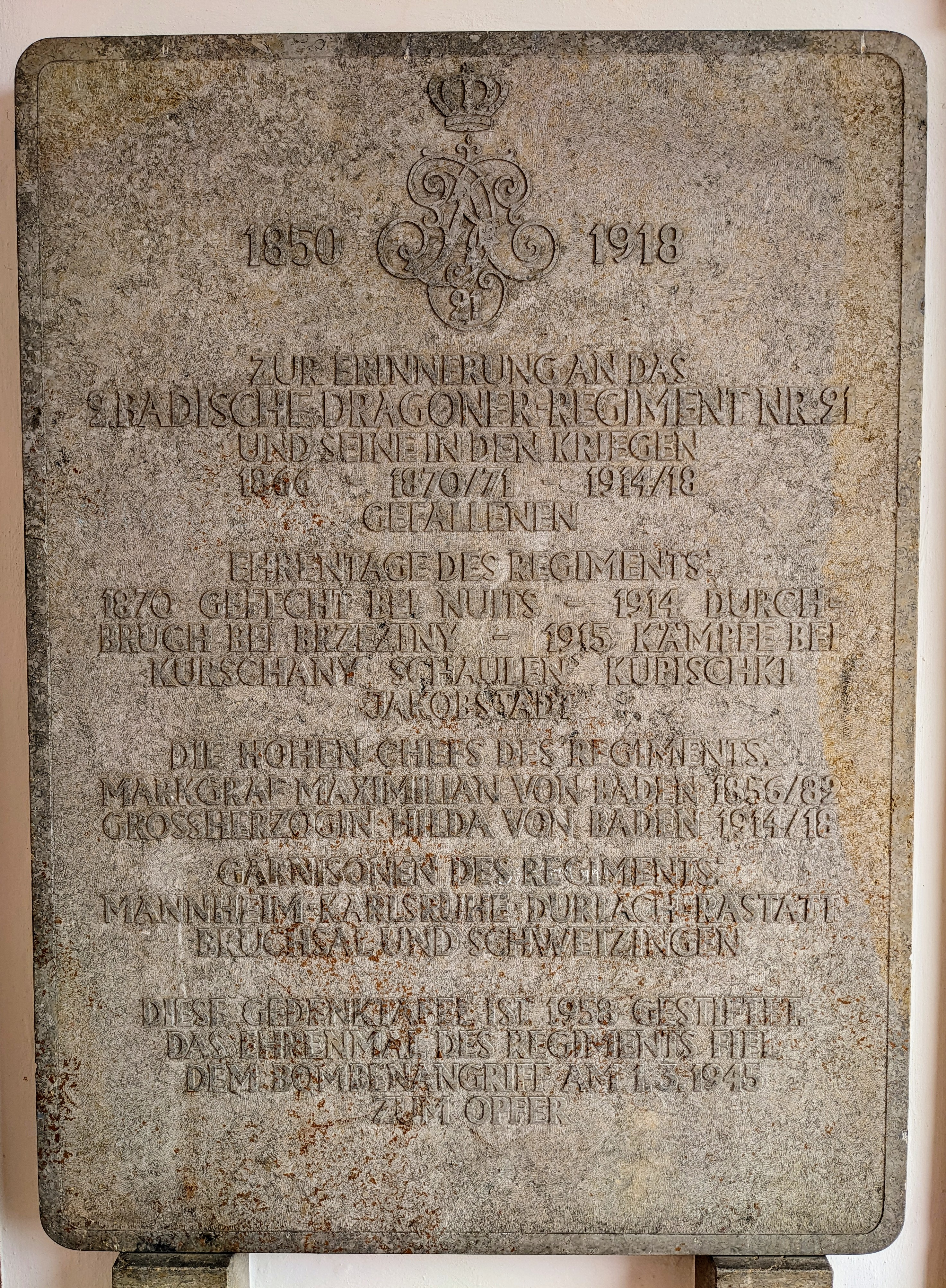
Erinnerungstafel für das 2. Badische Dragoner-Regiment Nr. 21 am Schloss Bruchsal.

Am 6. Januar 1850 (Stiftungstag) wurde die Errichtung eines 2. Reiter-Regiments mit Garnison in Mannheim befohlen. Es ersetzte das wegen Meuterei anlässlich der Revolution von 1848 aufgelöste 2. Dragoner-Regiment. 1851 verlegte das Regiment nach Bruchsal, wobei die 1. Eskadron in Rastatt stationiert wurde. Zum 10. Januar 1855 formierte sich der Verband zum 2. Dragoner-Regiment und mit der Ernennung Markgrafen Maximilian zum Regimentschef erhielt es am 20. September 1856 die Bezeichnung 2. Dragoner-Regiment „Markgraf Maximilian“. 1862 folgte die Verlegung nach Karlsruhe, wobei die 1. Eskadron weiterhin in Rastatt lag. Dies änderte sich erst 1867, als diese Eskadron nach Durlach zog. Nach der Militärkonvention wurde der Verband am 1. Juli 1871 in die Preußische Armee übernommen und erhielt die Bezeichnung 2. Badisches Dragoner-Regiment „Markgraf Maximilian“ Nr. 21. 1882 verstarb der Markgraf und das Regiment führte ab dem 29. Juni 1882 den Namen 2. Badisches Dragoner-Regiment Nr. 21. Von 1871 bis 1890 stand die 1. Eskadron erneut in Rastatt und anschließend in Schwetzingen.
Am 16. Juni 1913 wurde Großherzogin Hilda von Baden zum Regimentschef ernannt, ohne dass es dabei eine Veränderung der Verbandsbezeichnung gab.

### Deutscher Krieg
Im Verband des VIII. Bundes-Armee-Korps in der Bundesexekution gegen Preußen eingesetzt. Gefechte bei Hundheim und Gerchsheim.

### Deutsch-Französischer Krieg
1870 Teilnahme an der Schlacht bei Weißenburg und der Schlacht bei Wörth. Dann zur Belagerungstruppe vor Straßburg zugeteilt. Das Regiment ritt eine Attacke bei Nuits. 1871 war es zur Belagerung von Belfort abgestellt. Am 4. April 1871 Rückkehr in den Heimatgarnisonen.

### Einsätze in den Kolonien
- 1900 China: ein Offizier und 14 Unteroffiziere und Dragoner des Regiments sind Teilnehmer des Expeditionskorps zur Niederschlagung des Boxeraufstandes
- 1904/06 Deutsch-Südwestafrika: zwei Offiziere sowie 46 Unteroffiziere und Dragoner des Regiments nehmen an der Unterdrückung des Hereroaufstandes teil.

### Erster Weltkrieg

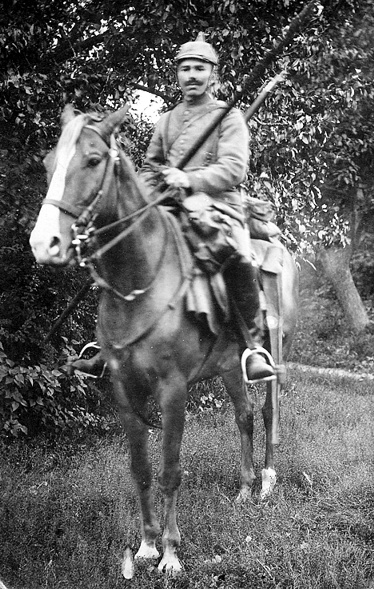
Badischer Dragoner zu Pferd feldgrau 1914

Im August 1914 nahm das Regiment an Grenzgefechten in Lothringen teil. Danach Vorstoß bis zum Rhein-Marne-Kanal. Nach dem Rückzugsbefehl im September nahm das Regiment am Wettlauf zum Meer teil und wurde bis Ende Oktober am rechten Flügel der 1. Armee und dann im Bereich der neuen 4. Armee eingesetzt.
Im November 1914 erfolgte die Verlegung an die Ostfront mit Kämpfen im Bereich Russisch-Polen, bei Lodz, bei Brzeziny in Nordpolen, in Kurland und in Litauen.

### Verbleib
Am 14. Januar 1919 traf das Regiment wieder in Bruchsal ein, wurde anschließend demobilisiert und aufgelöst.
In der Reichswehr übernahm die 3. Eskadron des 18. Reiter-Regiments in Ludwigsburg die Tradition. In der Wehrmacht führte die II. Abteilung des Kavallerie-Regiments 18 fort.

## Kommandeure
| Dienstgrad            | Name                                | Datum                                                      |
| --------------------- | ----------------------------------- | ---------------------------------------------------------- |
| Oberst                | Theodor Hilpert                     | 10. Januar 1850 bis 17. Februar 1854                       |
| Oberst                | August Hecht                        | 18. Februar bis 8. September 1854                          |
| Oberstleutnant/Oberst | Heinrich von Freystedt              | 30. September 1854 bis 19. September 1860                  |
| Oberstleutnant/Oberst | Karl von Freydorf                   | 20. September 1860 bis 19. Juli 1866                       |
| Oberstleutnant/Oberst | Hippolyt Wirth                      | 20. Juli 1866 bis 14. Juli 1871                            |
| Major/Oberstleutnant  | Oskar von Strachwitz                | 15. Juli bis 3. November 1871 (mit der Führung beauftragt) |
| Oberstleutnant/Oberst | Oskar von Strachwitz                | 04. November 1871 bis 28. April 1879                       |
| Oberstleutnant/Oberst | Karl von Heister                    | 29. April 1879 bis 11. Juni 1886                           |
| Oberst                | Paul von Bause                      | 12. Juni 1886 bis 14. Juli 1890                            |
| Oberst                | Karl von Uslar-Gleichen             | 15. Juli 1890 bis 17. April 1895                           |
| Oberstleutnant/Oberst | Siegmund von Longchamps-Berier      | 18. April 1895 bis 1. Mai 1899                             |
| Oberstleutnant/Oberst | Konrad Kühne                        | 02. Mai 1899 bis 26. Januar 1903                           |
| Oberstleutnant/Oberst | Reinhold von Eben                   | 27. Januar 1903 bis 17. Oktober 1907                       |
| Oberst                | Wilhelm von Uslar-Gleichen          | 18. Oktober 1907 bis 19. April 1910                        |
| Oberstleutnant/Oberst | Hunold von Plettenberg-Oevinghausen | 20. April 1910 bis 17. April 1913                          |
| Oberstleutnant/Oberst | Eginhard Eschborn                   | 18. April 1913 bis 20. Januar 1918                         |
| Major                 | Curt Heyl                           | 21. Januar 1918 bis Januar 1919                            |

## Uniformierung
Die Dragoner trugen einen blauen Waffenrock und eine anthrazitfarbene Hose. Der Waffenrock war mit schwedischen Aufschlägen ausgestattet.
Die Abzeichenfarbe des Regiments war gelb. Von dieser Farbe waren die Ärmelaufschläge, der Stehkragen, die Epaulettenfelder und Passanten. Die Knöpfe und Beschläge waren aus Messing. Von der linken Schulter zur rechten Hüfte lief ein weißes Bandelier mit schwarzer Kartusche. Bandelier und Kartusche wurden zum Ausgehanzug und zum Gesellschaftsanzug nicht getragen. Der Helm war mit dem badischen Greif in Neusilber versehen. Schuppenketten und Helmspitze waren aus Messing. Zur Parade wurde anstelle der Spitze ein weißer (für die Musiker ein roter) Rosshaarbusch aufgesteckt. Die Landeskokarde war gelb-rot ebenso die Lanzenflagge der Mannschaften. Die Lanzenflagge der Unteroffiziere war gelb mit rotem, badischen Greif. Das Koppel war weiß und mit einer Dornschnalle versehen.
Gemäß A.O.K. vom 14. Februar 1907 wurde ab den Jahren 1909/10 für den Felddienst die feldgraue Uniform M 1910 eingeführt. Bei dieser Uniform war das Riemenzeug und die Stiefel naturbraun, der Helm wurde von einem schilffarbenen Überzug verdeckt. Bandelier und Kartusche wurden nicht mehr getragen.

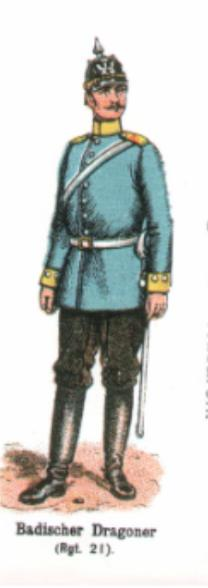
Dragoner des Regiments 1901
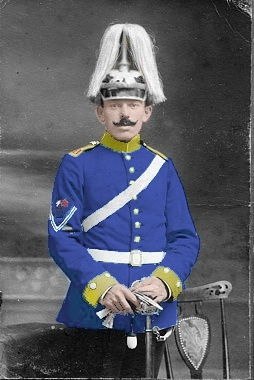
Dragoner des 2. Bad. Dragonerregiments Nr. 21 in Paradeuniform, 1911 (nachkoloriert)
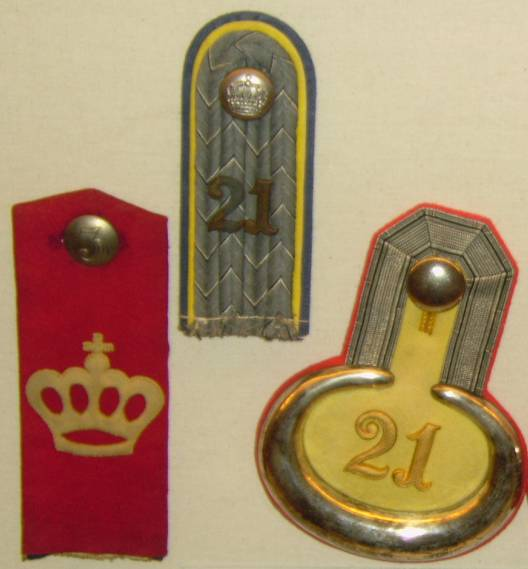
Rechts und Mitte: Schulterstücke des Regiments um 1900 (Links ein Schulterstück der Leibdragoner)
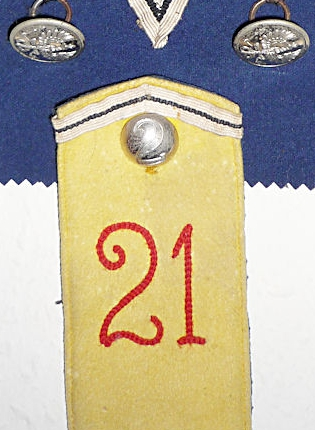
Achselklappe 2. Bad. Dragoner-Rgt. Nr. 21 – Mannschaften
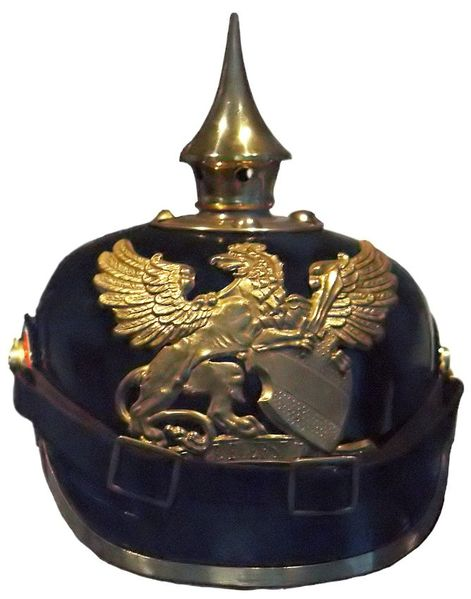
Greif auf der Badischen Pickelhaube (hier für Infanterie mit Kinnriemen statt Schuppenkette)
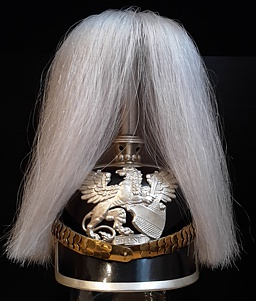
Helm Badische Dragoner mit Parade – Haarbusch, um 1911